# Тупамарос Западного Берлина
Тупамарос Западного Берлина (нем. Tupamaros West-Berlin) — одна из первых леворадикальных организаций ФРГ, перешедших к тактике городской герильи. Своё название приняла в честь уругвайского Движения национального освобождения — Тупамарос, которое разрабатывало и развивало концепцию городской герильи.
Примерно в одно и то же время с Тупамарос Западного Берлина существовала группа Тупамарос Мюнхена.